# 충북생명산업고등학교
충북생명산업고등학교(忠北生命産業高等學校)는 대한민국 충청북도 보은군 보은읍 교사리에 있는 공립 고등학교이다.

## 학교 연혁
- 1944년 6월 5일 : 보은공립농업학교 개교(4년제)
- 1948년 4월 5일 : 보은읍 자영고길 10 현 위치로 학교 이전
- 1951년 8월 31일 : 보은농업고등학교 학제 개편(3년제)
- 1990년 10월 18일 : 보은농공고등학교로 교명 변경 (화학공업과 3학급 인가)
- 2001년 3월 1일 : 보은자영고등학교로 교명 변경(시설원예과 3학급, 식품가공과 1학급 인가)
- 2016년 2월 2일 : 본관 증개축 공사
- 2017년 3월 1일 : 충북생명산업고등학교로 교명 변경(채소경영과 1학급, 과수경영과 1학급, 화훼경영과 1학급, 특용원예과 1학급 인가)
- 2018년 3월 2일 : 기숙사 신축 및 개축, 스마트팜 신축
- 2021년 12월 31일 : 도서실, 과학실 현대화 사업, 인큐베이팅 첨단온실(3동) 구축
- 2023년 3월 1일 : 제32대 박영민 교장 부임
- 2023년 7월 3일 : 스마트농업경영과 1학급 증설 인가
- 2023년 12월 19일 : 제75회 졸업식 69명(총인원 11,327명) 배출
- 2024년 3월 4일 : 2024학년도 신입생 65명 입학

## 설치 학과
- 채소경영과
- 과수경영과
- 화훼경영과
- 특용원예과
- 스마트농업경영과

## 참고 자료
- 충북생명산업고등학교 - 한국교육학술정보원 학교알리미